# Esinghausen
Esinghausen ist ein Ortsteil der Gemeinde Much im Rhein-Sieg-Kreis.

## Lage
Esinghausen liegt auf den Hängen des Bergischen Landes im oberen Tal des Gibbinghausener Baches. Nachbarorte sind Heckhaus im Norden, Henningen im Südosten und Abelsnaaf im Westen.

## Geschichte
Esinghausen wurde 1280 erstmals urkundlich erwähnt.
1901 hatte der Weiler 59 Einwohner. Verzeichnet waren die Haushalte Witwe Joh. Martin Becker, Witwe Martin Fahnenschmidt, Carl, Joh. Martin, Margaretha und Peter Josef Frings, Peter Josef Neufeind, Anton und Elisabeth Radermacher sowie Joh. Siebertz. Alle im Dorf waren Ackerer.